# Sarandí del Arapey
Sarandí del Arapey ist eine Ortschaft in Uruguay. 

## Geographie
Sie befindet sich im nordöstlichen Teil des Departamento Salto in dessen Sektor 9 am Arroyo Sarandí del Arapey. Sarandí del Arapey liegt dabei nahe der im Norden verlaufenden Grenze zum Nachbardepartamento Artigas, wenige Kilometer südlich der Cerro Vichaderos. Nächstgelegene Ansiedlungen sind Fernández im Südwesten und Masoller in südöstlicher Richtung.

## Einwohner
Die Einwohnerzahl Sarandí del Arapey beträgt 210 (Stand: 2011), davon 113 männliche und 97 weibliche.
| Jahr | Einwohner |
| ---- | --------- |
| 1963 | 201       |
| 1975 | 179       |
| 1985 | 162       |
| 1996 | 200       |
| 2004 | 215       |
| 2011 | 210       |

Quelle: Instituto Nacional de Estadística de Uruguay